# Saverio D'Eugenio
Saverio D'Eugenio (...) è uno scenografo italiano.

## Biografia
Scenografo tra i più attivi e, nello stesso tempo, meno conosciuti del cinema italiano, fa il suo debutto nel 1948 con un film comico di ambiente calcistico, 11 uomini e un pallone, diretto da Giorgio Simonelli. L'anno seguente è assistente di Ottavio Scotti nel film Cagliostro diretto da Gregory Ratoff e interpretato da Orson Welles. Dal 1951 la sua attività diventa continuativa e nei venticinque anni seguenti firma le scenografie – e, in pochi casi, come arredatore, architetto e costumista – di quasi cento film di ogni genere fino al 1976, anno in cui si ritira. Collabora ancora con Giorgio Simonelli in altri nove film e soprattutto con Marino Girolami in ben diciannove pellicole.
È da rilevare che nei film del 1964 di coproduzione spagnola I tre spietati e I sette del Texas viene accreditato come scenografo nell'edizione italiana delle pellicole, ma in realtà non vi ha affatto partecipato, generando numerosi equivoci.
Nel 1970 firma la scenografia della serie televisiva in quattro puntate La lotta dell'uomo per la sua sopravvivenza.

## Filmografia
- 11 uomini e un pallone, regia di Giorgio Simonelli (1948)
- Cagliostro, regia di Gregory Ratoff (1949) – assistente scenografo
- Incantesimo tragico (Oliva), regia di Mario Sequi (1951)
- Io, Amleto, regia di Giorgio Simonelli (1952)
- I figli non si vendono, regia di Mario Bonnard (1952)
- Febbre di vivere, regia di Claudio Gora (1953)
- Canzone appassionata, regia di Giorgio Simonelli (1953)
- Frine, cortigiana d'Oriente, regia di Mario Bonnard (1953)
- Prima di sera, regia di Piero Tellini (1954)
- Lo scocciatore (Via Padova 46), regia di Giorgio Bianchi (1954)
- Il vetturale del Moncenisio, regia di Guido Brignone (1954)
- La barriera della legge, regia di Piero Costa (1954)
- Canzone d'amore, regia di Giorgio Simonelli (1954)
- La ladra, regia di Mario Bonnard (1955)
- Io sono la primula rossa, regia di Giorgio Simonelli (1955)
- Il campanile d'oro, regia di Giorgio Simonelli (1955)
- Cantami "Buongiorno tristezza", regia di Giorgio Pàstina (1955)
- La moglie è uguale per tutti regia di Giorgio Simonelli (1955)
- Totò lascia o raddoppia?, regia di Camillo Mastrocinque (1956)
- Una pelliccia di visone, regia di Glauco Pellegrini (1956)
- C'è un sentiero nel cielo, regia di Marino Girolami (1957)
- Serenate per 16 bionde, regia di Marino Girolami (1957)
- Il corsaro della mezza luna, regia di Giuseppe Maria Scotese (1957)
- Buongiorno primo amore!, regia di Marino Girolami (1957)
- Afrodite, dea dell'amore, regia di Mario Bonnard (1958)
- Il pirata dello sparviero nero, regia di Sergio Grieco (1958)
- Perfide ma... belle, regia di Giorgio Simonelli (1958)
- Marinai, donne e guai, regia di Giorgio Simonelli (1959)
- Spavaldi e innamorati, regia di Giuseppe Vari (1959)
- Le notti di Lucrezia Borgia, regia di Sergio Grieco (1959)
- I Reali di Francia, regia di Mario Costa (1959)
- Il mio amico Jekyll, regia di Marino Girolami (1960)
- Mobby Jackson, regia di Renato Dall'Ara (1960)
- Caccia al marito, regia di Marino Girolami (1960)
- La strada dei giganti, regia di Guido Malatesta (1960)
- Ferragosto in bikini, regia di Marino Girolami (1960)
- La rivolta dei mercenari, regia di Piero Costa (1960)
- La ragazza sotto il lenzuolo, regia di Marino Girolami (1961)
- Bellezze sulla spiaggia, regia di Romolo Girolami (1961)
- L'ultimo dei Vikinghi, regia di Giacomo Gentilomo (1961)
- Scandali al mare, regia di Marino Girolami (1961)
- Non conosci il bel suol (Man nennt es amore), regia di Rolf Thiele (1961)
- Le magnifiche 7, regia di Marino Girolami (1961)
- Walter e i suoi cugini, regia di Marino Girolami (1961) – arredatore
- Romolo e Remo, regia di Sergio Corbucci (1961)
- Un figlio d'oggi, regia di Marino Girolami e Domenico Graziano (1961)
- Gerarchi si muore, regia di Giorgio Simonelli (1961)
- La rossa (Die rote), regia di Helmut Käutner (1962)
- L'ira di Achille, regia di Marino Girolami (1962)
- Gli italiani e le donne, regia di Marino Girolami (1962)
- L'assassino si chiama Pompeo, regia di Marino Girolami (1962)
- Dulcinea incantesimo d'amore, regia di Vicente Escrivá (1963)
- La smania addosso, regia di Marcello Andrei (1963)
- La donna degli altri è sempre più bella, regia di Marino Girolami (1963)
- Le motorizzate, regia di Marino Girolami (1963)
- L'uomo della valle maledetta, regia di Siro Marcellini (1963)
- Le tardone, regia di Marino Girolami (1963)
- I due evasi di Sing Sing, regia di Lucio Fulci (1964)
- Il delitto di Anna Sandoval (El diablo también llora), regia di José Antonio Nieves Conde (1965)
- Viva Gringo, regia di Georg Marischka (1965)
- Agente X 1-7 operazione Oceano, regia di Tanio Boccia (1965)
- Veneri al sole, regia di Marino Girolami (1965)
- Mani di pistolero (El ocaso de un pistolero), regia di Rafael Romero Marchent (1965)
- I 4 inesorabili, regia di Primo Zeglio (1965)
- A 001 operazione Giamaica, regia di Ernest von Theumer (1965)
- Jerry Land cacciatore di spie, regia di Juan de Orduña (1965)
- Spiaggia libera, regia di Marino Girolami (1966)
- 7 dollari sul rosso, regia di Alberto Cardone (1966) – anche costumista
- Pochi dollari per Django, regia di León Klimovsky (1966)
- I cinque della vendetta, regia di Aldo Florio (1966)
- Uccidi o muori, regia di Tanio Boccia (1966)
- Requiem per un agente segreto, regia di Sergio Sollima (1967) – consulente scenografo e arredatore
- Dio non paga il sabato, regia di Tanio Boccia (1967)
- L'uomo del colpo perfetto, regia di Aldo Florio (1967)
- L'uomo, l'orgoglio, la vendetta, regia di Luigi Bazzoni (1967)
- 7 winchester per un massacro, regia di Enzo Girolami (1967)
- A Ghentar si muore facile, regia di León Klimovsky (1967)
- Sapevano solo uccidere, regia di Tanio Boccia (1968)
- Le calde notti di Lady Hamilton, regia di Christian-Jaque (1968)
- Una pistola per cento bare, regia di Umberto Lenzi (1968) – architetto
- La cattura, regia di Paolo Cavara (1969)
- Reverendo Colt, regia di León Klimovsky (1970)
- Bastardo, vamos a matar, regia di Luigi Mangini (1971)
- Quel maledetto giorno della resa dei conti, regia di Sergio Garrone (1971)
- Come fu che Masuccio Salernitano, fuggendo con le brache in mano, riuscì a conservarlo sano, regia di Silvio Amadio (1972)
- Studio legale per una rapina, regia di Tanio Boccia (1973)
- Quel ficcanaso dell'ispettore Lawrence, regia di Juan Bosch (1973)
- Abbasso tutti, viva noi, regia di Luigi Mangini (1974)
- Catene, regia di Silvio Amadio (1974) – anche arredatore
- La minorenne, regia di Silvio Amadio (1974) – anche arredatore
- Quella età maliziosa, regia di Silvio Amadio (1974) – anche arredatore
- La verginella, regia di Mario Sequi (1975)
- La cognatina, regia di Sergio Bergonzelli (1975)
- Il compromesso... erotico (Menage a quattro), regia di Sergio Bergonzelli (1976)
- Il medico... la studentessa, regia di Silvio Amadio (1976)